# Pascal Bittard
 (juillet 2025).
Motif : Où sont les sources secondaires centrées sur Pascal Bittard ?
- Archive Wikiwix
- Bing
- Cairn
- DuckDuckGo
- E. Universalis
- Gallica
- Google
- G. Books
- G. News
- G. Scholar
- Persée
- Qwant
- (zh) Baidu
- (ru) Yandex
- (wd) trouver des œuvres sur Wikidata

| 1. | Préciser le motif de la pose du bandeau. | Précisez le motif de la pose du bandeau en utilisant la syntaxe suivante : {{admissibilité à vérifier\|date=août 2025\|motif=remplacez ce texte par le motif}}                      |
| 2. | Informer les utilisateurs concernés.     | Pensez à avertir le créateur de l'article, par exemple, en insérant le code ci-dessous sur sa page de discussion : {{subst:avertissement admissibilité à vérifier\|Pascal Bittard}} |

Pascal Bittard (né le 24 octobre 1968 à Toulouse) est un entrepreneur et dirigeant français de l’industrie musicale. Il est le fondateur et président d’IDOL, une société indépendante spécialisée dans la distribution numérique de musique. Pionnier de la distribution digitale, Bittard a largement contribué à structurer ce marché et milite activement pour l’adoption du modèle de streaming user-centric, plus équitable pour les artistes. Par ailleurs, il a été l'un des premiers acteurs du secteur à s'inquiéter de la fraude dans le streaming, notamment en publiant une tribune sur le phénomène des fake streams dans Music Business Worldwide. Il siège également au sein de plusieurs instances de la filière musicale, notamment Merlin,, l’agence mondiale de licences numériques pour les indépendants, ainsi qu’à l’UPFI (Union des Producteurs Phonographiques Français Indépendants).

## Jeunesse et formation
Pascal Bittard est né à Toulouse, en France, le 24 octobre 1968. Il est diplômé de l’ESC Toulouse (aujourd’hui Toulouse Business School), où il obtient en 1991 un diplôme en gestion et commerce.

## Carrière

### Débuts
Entre 1994 et 2000, il fait ses armes chez Sony Music, où il occupe le poste de directeur de la distribution des labels indépendants,. Il rejoint ensuite V2 Music France de 2000 à 2005 en tant que directeur marketing et digital. C’est là qu’il joue un rôle clé dans le développement du marché de la musique numérique en France,, en négociant les premiers accords de distribution digitale de l’entreprise avec des plateformes comme iTunes, FnacMusic, VirginMega, ainsi qu’avec plusieurs opérateurs mobiles.

### IDOL
En 2006, fort de cette expérience, il fonde IDOL (Independent Distribution On Line) avec l’ambition de construire un modèle alternatif et indépendant pour la distribution numérique. Sous sa direction, IDOL devient un acteur majeur du secteur et étend progressivement son empreinte internationale avec l’ouverture de bureaux à Londres (2014), aux États-Unis (2016), en Afrique du Sud (2017) puis en Allemagne (2020),. Pascal Bittard défend activement le modèle user-centric, qui vise à répartir les revenus du streaming selon les habitudes réelles des auditeurs, en opposition au modèle pro-rata actuellement dominant.
Depuis 2010, il est membre du conseil d’administration de l’UPFI, et depuis 2022, il siège également au conseil de Merlin, où il est réélu en 2024,,, pour représenter les intérêts des labels indépendants dans les négociations avec les plateformes numériques.
En 2018, il est nommé Chevalier de l’Ordre des Arts et des Lettres par le Ministère de la Culture, en reconnaissance de sa contribution à la musique et à l’écosystème culturel français,.
Enfin, en 2023 et 2024, Billboard le classe parmi les « 100 International Power Players », saluant son influence croissante sur le paysage musical mondial,.